# Unión Nacional de Banat
La Unión Nacional de Banat (Rumano: Uniunea Naţională din Banat, UNB) fue un partido político de Rumania dirigido por Avram Imbroane.

## Historia
En las elecciones de 1919 ganó cuatro asientos en la Cámara de Diputados. Aun así, no volvieron a disputar elecciones.